# Ахмед Салим ульд Сиди
Ахмед Салим ульд Сиди (араб. أحمد سالم ولد سيدي‎; 1939, Медердра — после 26 марта 1981) — мавританский военный, политический и государственный деятель, исполняющий обязанности премьер-министра Мавритании (28 мая — 31 мая 1979). Подполковник.

## Биография
Родился в семье, в своё время контролировавшей регион Трарза. Принял участие в государственном перевороте, в результате которого глава Государства Мустафа ульд Мухаммед Салех был свергнут, помог Ахмеду ульд Бусейфу стать премьер-министром. После того, как Бусейф погиб в авиакатастрофе 27 мая 1979 года, Ахмед Салим ульд Сиди временно занял его место.
31 мая Мохамед Хуна ульд Хайдалла сменил его и стал забирать в свои руки всю полноту политической власти в стране. Сиди оставался вице-президентом и главой Военного комитета национального спасения Мавритании до начала 1980 года, когда Хайдалла устранил всех потенциальных кандидатов на его место.
Затем Сиди присоединился к Альянсу за демократическую Мавританию, связанному с экс-президентом Моктаром ульд Даддахом. 16 марта 1981 года он организовал государственный переворот против Хайдаллы с помощью  Мохамеда ульд Ба ульд Абделькадера, бывшего командующего ВВС страны. Заговорщики захватили здание президента, Радио Мавритания и штаб национальной армии в Нуакшоте в отсутствие главы государства Мохамеда Хуна ульд Хайдаллы, пребывавшего на севере страны.
Путч не увенчался успехом. После нескольких часов боя путчисты, которых было очень мало, были схвачены. На страну обрушилась волна репрессий, которая привела к тюремному заключению сотен мавританцев, большинство из которых были знатными людьми.
Попытка переворота заставила президента пойти более жёстким курсом и отказаться от гражданского правления. Вскоре после этого зачинщики Сиди и Абделькадер были казнены.